# Dave Gibbons
Pour les articles homonymes, voir Gibbons (homonymie).
Dave Chester Gibbons (né le 14 avril 1949 à Londres) est un scénariste et dessinateur de comics britannique.

## Biographie
Dave Gibbons naît le 14 avril 1949 à Londres. Il est très jeune attiré par la bande dessinée, qu'elle soit américaine ou anglaise, et apprend à dessiner en imitant les artistes qu'il admire comme Wally Wood, Will Elder, Frank Bellamy, Jack Kirby et Will Eisner. Il s'essaie d'abord dans les strips humoristiques avant d'être publié dans des fanzines comme Fantasy Advertiser en 1970 ou Rock & Roll Madness.. Il travaille comme géomètre mais tente en même temps de percer dans la bande dessinée. Il est dans un premier temps lettreur, surtout sur des séries humoristiques publiées par IPC Media en dessinant des titres d'action et d'horreur pour DC Thomson. Les revenus sont alors assez important pour qu'il abandonne le métier de géomètre car il préfère se consacrer uniquement à la bande dessinée. Avec Brian Bolland il crée alors le personnage de Powerman destiné au marché nigérian. Quand 2000 AD est créé en 1977, Gibbons y est nommé directeur artistique et dessine l'un des strips originaux Harlem Heroes ainsi que quelques histoires courtes. Après la première année, Gibbons arrive sur Dan Dare, un projet rêvé pour lui qui était un fan de la série originale et dessine aussi un strip dérivé, Ro-Busters.  Il est aussi présent pour deux d'histoires en deux parties de la saga originelle d'ABC Warriors. Il signe aussi quelques épisodes de Judge Dredd. Le dernier travail de Gibbons pour 2000 AD est la première version de Rogue Trooper dont il est aussi le cocréateur. Pendant ces années chez 2000 AD, il dessine aussi quelques histoires pour d'autres magazines comme Buster, Hotspur ou  Wizard Il arrête de travailler pour 2000 AD et est engagé par Marvel UK pour reprendre la série du Doctor Who Weekly/Monthly des numéros du #1 aux #69.
En 1981, Joe Orlando et Dick Giordano sont envoyés par DC Comics pour découvrir de nouveaux talents en Angleterre. Ils recrutent alors Dave Gibbons quien 1982 dessine Green Lantern scénarisé par Len Wein. Par la suite il dessine de nombreuses couvertures et des récits pour quasiment tous les personnages de DC. Dans le même temps, il illustre aussi des récits publiés dans 2000 AD. En 1986, il collabore avec Alan Moore sur la série limitée Watchmen qui évolutionne les comics et vaut à ses auteurs de nombreuses récompenses. Toujours pour DC, il scénarise aussi plusieurs comics dont World’s Finest dessiné par Steve Rude et Batman versus Predator dessiné par Andy Kubert. On le retrouve aussi en 1990 chez Dark Horse Comics où il dessine Give Me Liberty: An American Dream sur un scénario de Frank Miller. Il reprend plusieurs fois le personnage avec Miller pour d'autres miniséries. 
Il a aussi contribué au titre Beneath a Steel Sky de Revolution Software de 1994 dont il a dessiné les graphismes sur un Amiga avec le logiciel Deluxe Paint.
En 2005, il crée le roman graphique The Originals publié par Vertigo. cette œuvre se déroule dans le futur proche, mais son graphisme est fortement influencé par l'imagerie jeunes branchés anglais et rockeurs des années 1960.
Il réalise la mini-série The Rann/Thanagar War,  liée à la mini-série événement Infinite Crisis et Green Lantern Corps: Recharge. Gibbons dessine aussi les couvertures d'Albion, série Wildstorm basée sur une trame d'Alan Moore et écrit par la fille de celui-ci Leah et son mari.

## Publications
- Harlem Heroes (dans 2000 AD # 1-25, 1977)
- Dan Dare (dans 2000 AD # 28-60, 64-72 & 73-78, 1977-78)
- Ro-Busters (dans 2000 AD # 86-92, 1978)
- Judge Dredd (dans 2000 AD # 87, 1978)
- Ro-Busters (dans 2000 AD # 98-101, 1979)
- Dan Dare (dans 2000 AD # 100-126, 1979)
- Judge Dredd (dans 2000 AD # 130, 1979)
- The ABC Warriors (dans 2000 AD # 130-131, 1979)
- Doctor Who (dans Doctor Who Magazine # 1-16 & 19-57, 1979-1981)
- Ro-Jaws' Robo-Tales (dans 2000 AD # 157, 1980)
- Ro-Jaws' Robo-Tales (dans 2000 AD # 176, 181, 183, 184 & 198, 1980-81)
- Rogue Trooper (dans 2000 AD# 228-232, 234-35, 239-240 & 249-250, 1981-82)
- Doctor Who (dans Doctor Who Magazine # 60-69, 1982)
- Dr Dibworthy (dans 2000 AD # 273, 1982)
- Green Lantern # 160, 162, 165-67, 173-76, 178-83, 185-86, 188 (DC Comics, janvier 1983 - Mai 1985)
- Watchmen
- Histoires mettant en scène Martha Washington (scénario de Frank Miller, édité par Dark Horse) :

1. Le Rêve américain (Give Me Liberty), 1990
2. Martha Washington Goes To War, 1994
3. Happy Birthday Martha Washington, 1995
4. Martha Washington Stranded in Space, 1995
5. Martha Washington Saves The World, 1997
6. Martha Washington Dies, 2007

- Rogue Trooper: The War Machine (script, dans 2000 AD # 650-53, 667-671 & 683-87, 1989-90)
- Batman Versus Predator (script)
- World's Finest (script)
- Rogue Trooper (dans 2000 AD prog 2000, 1999)
- The Originals (DC, 2004)
- Legion of Super-Heroes (2005)
- The Rann-Thanagar War (2005)
- Albion (2005) [couvertures seulement]
- The Secret Service (2012)

## Prix et distinctions
- 1987 : Prix Kirby des meilleurs auteurs, de la meilleure mini-série et de la meilleure nouvelle série pour Watchmen (avec Alan Moore)
- 1988 : 
  - Prix Eisner du meilleur album, des meilleurs auteurs et de la meilleure mini-série pour Watchmen (avec Alan Moore)
  - Prix Harvey de la meilleure série, du meilleur album, de l'excellence dans la production (tous trois avec Alan Moore), du meilleur dessinateur pour Watchmen ; du meilleur épisode pour Watchmen no 9 (avec Alan Moore)
  -  Prix Haxtur de la meilleure histoire longue (avec Alan Moore) et du meilleur dessin pour Watchmen
- 1989 : Alph'Art du meilleur album étranger du festival d'Angoulême pour Watchmen (avec Alan Moore)[4]
- 1990 :  Prix Max et Moritz de la meilleure publication de bande dessinée pour Watchmen (avec Alan Moore)
- 1991 : Prix Eisner de la meilleure mini-série pour Le Rêve américain (avec Frank Miller)
- 1992 :  Prix Urhunden du meilleur album étranger pour Watchmen
- 1995 : Prix Eisner du meilleur album pour Originals
- 1995 : Prix Eisner du meilleur dessinateur/encreur pour Martha Washington Goes to War
- 2006 : Prix Eisner du meilleur projet patrimonial (comic book) pour Absolute Watchmen (avec Alan Moore)
- 2018 : Temple de la renommée Will Eisner, pour l'ensemble de son œuvre